# ASC Biesheim
El ASC Biesheim es un equipo de fútbol de Francia que juega en el Championnat National 2, la cuarta división nacional.

## Historia
Fue fundado en el año 1968 en la ciudad de Biesheim con el nombre Entente Sportive Rhénane, el cual cambiaron en 1971 luego de pasar a ser una sociedad multideportiva. Fue en los años 1990 que el club juega por primera vez a escala nacional, justo un año antes de una reorganización del fútbol francés en 1993, en la cual el club pasó a jugar en la quinta división nacional.
Siete años después el club desciende a las ligas regionales, donde permaneció por las siguientes cuatro temporadas, pero con su primera aparición en la Copa de Francia en la temporada 2007/08 quedando fuera en la octava ronda. En la temporada 2003/04 juega en la desaparecida CFA 2 para descender tras una temporada, pasando los siguientes ocho años en las ligas regionales y siendo eliminado en la séptima ronda de la Copa de Francia en la temporada 2009/10.
Entre 2012 y 2018 fue un participante recurrente en la Copa de Francia alcanzando la ronda de dieciseisavos de final en la temporada 2017/18 como equipo de la National 3 siendo eliminado en penales por el Grenoble Foot 38. En la temporada 2022/23 gana su grupo en la National 3 y logra el ascenso a la National 2 por primera vez.

## Palmarés
- National 3 (1): 2023
- DH Alsace (3): 1992, 2004, 2013